# 血糖仪

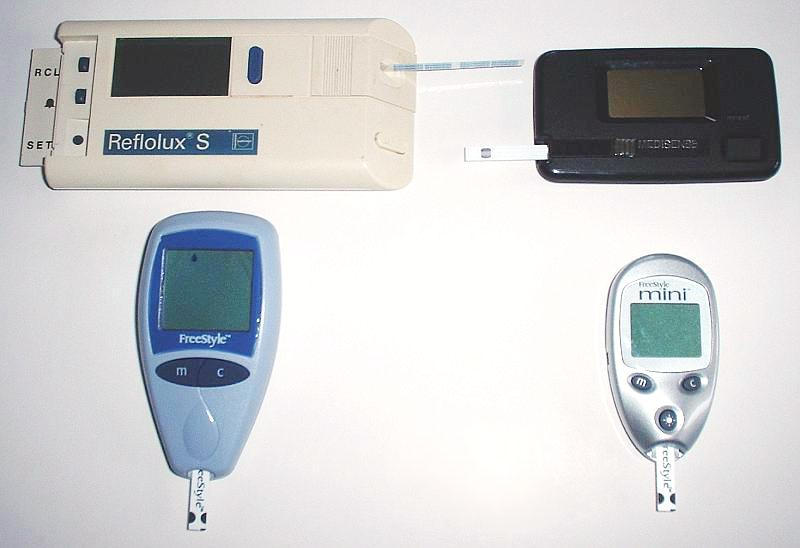
四個不同時代的血糖儀，分別於1993至2005年間出廠。它們的血液取樣量由 0.3 至 30 微升不等，而測試時間亦由 5 秒至 2 分鐘不等。

血糖儀，又稱血糖計，是一種測量血糖水平的醫療器械。
血糖儀通常以一條即棄的試紙盛載從指尖抽出的血液，然後儀器將試紙讀入及分析，取得血糖水平。由於這種方法會留下傷口，近年有從事儀器開發的人士開始研製無痛與無創的血糖儀。

## 國際標準
- CLSI C30-A2 - Point-of-Care Blood Glucose Testing in Acute and Chronic Care Facilities; Approved Guideline - Second Edition
- ISO 15197:2013 - In vitro diagnostic test systems — Requirements for blood-glucose monitoring systems for self-testing in managing diabetes mellitus

- 檢驗血糖濃度結果在＜100 mg/dL以下，允許誤差應±15 mg/dL。
- 檢驗血糖濃度結果在≧100 mg/dL時，檢測值在±15％的偏差範圍內。

- ISO 15197:2003

- 檢驗血糖濃度結果在＜75 mg/dL以下，允許誤差應±15 mg/dL。
- 檢驗血糖濃度結果在≧75 mg/dL時，檢測值在±20％的偏差範圍內。

## 外部連結
- 由最新的國際標準規格看血糖機精準的必要性與影響檢測準確的因素 （页面存档备份，存于）